# Gare de Saint-Tropez
Ne doit pas être confondu avec Gare de Cogolin La Foux appelée à l'origine gare de Cogolin Saint-Tropez.
La gare de Saint-Tropez est une ancienne gare ferroviaire française de la ligne de tramway de Cogolin à Saint-Tropez, à écartement métrique, des Chemins de fer de Provence (CP). Elle est située sur le territoire de la commune de Saint-Tropez, dans le département du Var en région PACA.

## Histoire
La mise en service du tramway Cogolin - Saint-Tropez le 1er juillet 1894 permet à ces deux localités d'être reliées au chemin de fer Toulon - Saint-Raphaël en gare de Cogolin La Foux. Les Chemins de fer de Provence font construire sur la ligne une gare servant également de dépôt à chaque terminus, à Cogolin (village) et à Saint-Tropez sur un terrain à proximité directe du port.
La gare comporte un long bâtiment voyageurs identique à celui de Cogolin comportant un bâtiment à toit à longs pans à deux étages et deux travées adossé à un bâtiment à un seul étage et sept travées. Ce bâtiment tout comme celui de Cogolin sera par la suite modifié, par l'ajout d'un étage à deux des sept travées (du côté du bâtiment à toit à longs pans) et l'ajout d'une halle à marchandise.
Une remise est également construite. L'ensemble comporte trois voies dont deux côté quai, la troisième permettant l'accès à la remise, toutes trois se terminant en tiroir (sur l'actuelle rue du 11 Novembre 1918), deux embranchement se détachent de la gare, le premier se détachant de la voie sur une centaine de mètres pour terminer devant la gare (sur l'actuelle rue de la Nouvelle Poste), le second se détachant de la troisième voie vers le port.
La gare sert de terminus à la ligne jusqu'à sa fermeture le 4 juin 1949 puis quelques années aux autocars qui ont remplacé le tramway vers Cogolin et le chemin de fer Toulon - Saint-Raphaël avant que les bâtiments ne soient détruits dans le seconde moitié des années 1950. La gare routière pour les autocars est déplacée 300 mètres plus loin au coin de l'avenue du Général de Gaulle et de la place Blanqui, celle-ci est toujours utilisée par les autocars des lignes ayant remplacé le tramway vers Cogolin et le chemin de fer Toulon - Saint-Raphaël.

## Au cinéma
La gare sert de décors à une scène du film Et Dieu… créa la femme (1956), de Roger Vadim quand Michel (Jean-Louis Trintignant) tout juste marié à Juliette (Brigitte Bardot) dit au revoir à son frère Antoine qui monte dans l'autocar des Chemins de fer de Provence (CP), un Renault 215D, pour le ramener à Toulon.